# Săbăoani
Săbăoani es una comuna ubicada en el distrito de Neamț, Rumania.

## Superficie
Posee una superficie de 33,37 kilómetros cuadrados.

## Demografía
Hasta 2021 la población era de 1061 habitantes, con una densidad de población de 318,2 habitantes por kilómetro cuadrado.